# Georg Enders
Georg Enders, född 20 januari 1898 i Kopitz i Böhmen, Österrike-Ungern, död 17 april 1954 i Danderyd, var en svensk pianist, orkesterledare och revy- och filmmusikkompositör.

## Biografi
Enders studerade vid Neues Wiener Konservatorium och dessutom piano för Emil von Sauer. Han flyttade till Sverige 1921 och fick anställning som pianist vid en biograf i Ludvika; där skrev han även sin första komposition, som han gav titeln Gubben Noak. Han studerade i mitten av 1920-talet vid Schartaus handelsinstitut i Stockholm. 
Sin första kapellmästarplats intog han hos Ernst Rolf 1926, då också hans namn som kompositör kom att uppmärksammas. Under åren 1927–1936 spelade han med sin orkester på Berns salonger och 1938–1939 på restaurang Kungsparken i Malmö. Hans orkester hade dessutom engagemang i Schweiz, Tyskland, Danmark och Ryssland. Han var en tid förlagschef på Sonora. Georg Enders är begravd på Danderyds kyrkogård.

## Filmmusik
- 1945 – Tre söner gick till flyget
- 1943 – En melodi om våren
- 1934 – Uppsagd
- 1933 – Vi som går kjøkkenveien
- 1932 – Vi som går köksvägen [4]

### Filmografi roller
- 1949 – Med flyg till sjunde himlen
- 1934 – Uppsagd